# Obligacja śmieciowa
Obligacje śmieciowe (także: obligacje tandetne lub obligacje wysokodochodowe, ang. junk bonds) – żargonowa nazwa obligacji emitowanych przez firmy o słabej kondycji finansowej, o ratingu poniżej poziomu inwestycyjnego (od BB do D – według agencji ratingowej Fitch Ratings oraz BBB w skali S&P Global Ratings).
Obligacje śmieciowe charakteryzują się wyższą rentownością w stosunku do pozostałych obligacji oraz wysokim ryzykiem kredytowym. Odsetki płacone przez emitenta mogą spowodować utratę przez niego płynności. W związku z tym obligacje śmieciowe posiadają zwykle odroczony termin płatności kuponu, którego wielkość rośnie w miarę upływu czasu i nie zaburza bieżącej płynności finansowej emitenta.